# Huxley, England
Huxley är en ort i civil parish Hargrave and Huxley, i distriktet Cheshire West and Chester, Storbritannien. Den ligger i grevskapet Cheshire och riksdelen England, i den södra delen av landet, 250 km nordväst om huvudstaden London. Huxley ligger 39 meter över havet. Huxley var en civil parish 1866–2015 när blev den en del av Hargrave and Huxley och Tattenhall and District. Civil parish hade 220 invånare år 2001.
Terrängen runt Huxley är platt. Runt Huxley är det tätbefolkat, med 266 invånare per kvadratkilometer. Närmaste större samhälle är Chester, 11,7 km väster om Huxley. Trakten runt Huxley består i huvudsak av gräsmarker.